# Альвальди (спутник)
Альвальди (др.-сканд. Alvaldi) или Saturn LXV, временное обозначение — S/2004 S 35) — естественный спутник Сатурна, 68 по удаленности от него. Данный спутник относится к скандинавской группе и назван в честь одного из ётунов германо-скандинавской мифологии.

## История открытия
Об открытии спутника было заявлено 8 октября 2019 года Скоттом Шепардом, Дэвидом Джуиттом и Джен Клиной на основании наблюдений, проведенных между 12 декабря 2004 года и 22 марта 2007 года с помощью телескопа Субару. Спутник получил временное обозначение S/2004 S 35, а 24 августа 2022 года рабочая группа по номенклатуре планетных систем Международного астрономического союза утвердила его официальное название.

## Физические свойства
Альвальди составляет около 5 км в диаметре, обращается вокруг Сатурна по эллиптической ретроградной орбите за 1253,08 земных суток, а градус наклона орбиты составляет 176,4°.